# Thomas Algernon Chapman

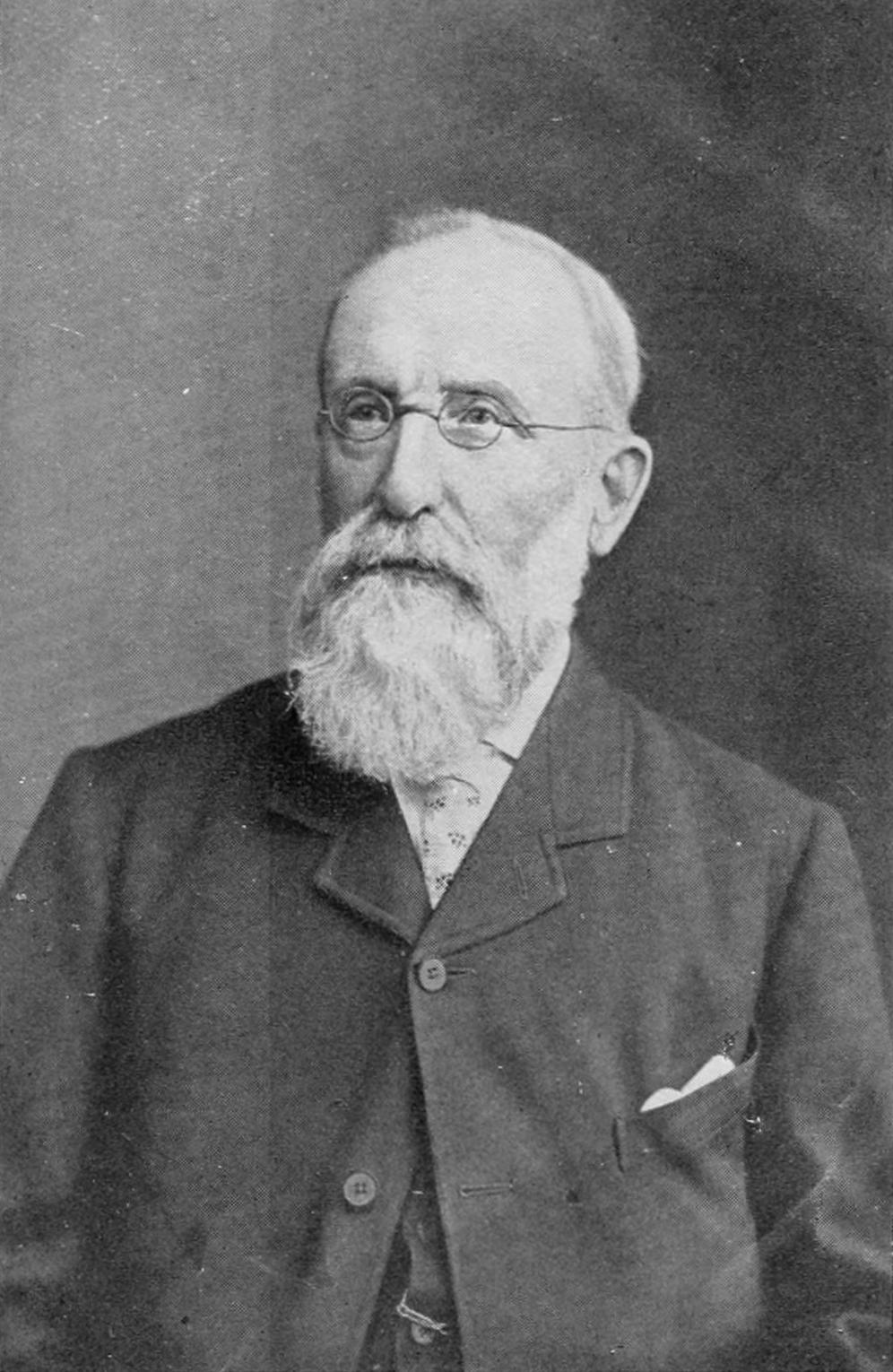
Thomas Algernon Chapman

Thomas Algernon Chapman (ur. 2 lipca 1842 w Glasgow, zm. 17 grudnia 1921 w Reigate) – szkocki lekarz i entomolog.
Jego ojcem był Thomas Chapman (1816–1879), także entomolog. Studiował medycynę na Uniwersytecie w Glasgow i Uniwersytecie w Edynburgu, następnie praktykował jako lekarz i chirurg w Królewskiej Infirmerii w Glasgow. Później pracował w zakładzie dla obłąkanych w Abergavenny, a potem kierował zakładem w Hereford, do przejścia na emeryturę w 1897.
Członek Entomological Society of London od 1891, wielokrotny wiceprzewodniczący tego towarzystwa. Członek Zoological Society of London (od 1897) i Royal Society (od 1918). 
Chapman zbadał i opisał cykle życiowe wielu gatunków modraszkowatych, m.in. Callophrys acis, Albulina pheretes, Agriades thersites, Agriades escheri, Polyommatus eros, Lycaena arion, Scolitantides oarion; badał biologię muchówek Atherix ibis, chrząszczy Hylesinus crenatus, Hylesinus fraxini, Hylesinus vittatus, Aphodius porcus, Abdera bifasciata, Metoecus paradoxus, błonkówek Odynerus spinipes. Pierwsze prace pisał wspólnie z ojcem.